# On Route in South Africa
Op Pad in Suid-Afrika
On Route in South Africa (en afrikaans Op Pad in Suid-Afrika ; littéralement En chemin en Afrique du Sud) est un livre écrit par B.P.J. Erasmus qui a obtenu un succès important ces dernières années.

## Objet du livre
Le livre traite de toutes les grandes villes d'Afrique du Sud et leurs quartiers, mais investigue de façon systématique également les nombreux villages et villes secondaires du pays. Largement illustré de photographies et de cartes, il s'intéresse en particulier à l'histoire et aux anecdotes de ces lieux souvent hors des sentiers battus. Les étymologies sont aussi généralement recensées, et le livre détaillé en chapitres pour des régions suivant leur histoire ou leurs particularités géographiques. 
Comme indiqué en tête d'ouvrage dans la note de l'éditeur, « On Route in South Africa fut créé principalement comme un livre que je souhaitais moi-même lire, mais ne pouvais trouver nulle part en librairie. Il existe de nombreux guides pour touristes, mais aucun portant un regard approfondi sur l'Afrique du Sud comme un tout, et certainement aucun qui s'intéresse à toutes les petites villes et villages de l'arrière pays et leur histoire, ce qui est un domaine qui me fascine en particulier. Ce qui semble avoir également touché une corde sensible du public, puisque la première édition fut écoulée à plus de 50 000 exemplaires. »

## Éditions
En afrikaans
- 1995  (ISBN 1-86842-026-4)
- 2007  (ISBN 978-1-86842-149-7)

- (af) Cet article est partiellement ou en totalité issu de l’article de Wikipédia en afrikaans intitulé « Op Pad in Suid-Afrika » (voir la liste des auteurs).